# Sidcay
Sidcay är en ort i Ecuador.   Den ligger i provinsen Azuay, i den södra delen av landet, 290 km söder om huvudstaden Quito. Sidcay ligger 2 465 meter över havet och antalet invånare är 3 439.
Terrängen runt Sidcay är huvudsakligen kuperad, men åt sydväst är den platt. Sidcay ligger nere i en dal. Runt Sidcay är det mycket tätbefolkat, med 1 632 invånare per kvadratkilometer. Närmaste större samhälle är Cuenca, 8,0 km sydväst om Sidcay. Omgivningarna runt Sidcay är en mosaik av jordbruksmark och naturlig växtlighet.